# Baller
«Baller» (укр. Стріляю) — пісня німецького дуету Abor & Tynna, з якою вони представляли Німеччину на Пісенному конкурсі Євробачення 2025 в Базелі, Швейцарія.

## Про пісню
Авторами «Baller» стали учасники дуету Abor & Tynna — Аттіла і Тюнде Борнеміси, а також Александер Гауер.

## Пісенний конкурс Євробачення 2025

### Chefsache ESC 2025— Wer singt für Deutschland?
Chefsache ESC 2025 — Wer singt für Deutschland? став німецьким національним відбором для Пісенного конкурсу Євробачення 2025. Відбір, що охоплював чотири шоу з 14 лютого до 1 березня 2025 року, мав 3281 претендента на участь, кількість яких зменшилася до 24 учасників. Останні пройшли два відбіркові етапи, що відбулися 14 і 22 лютого, де виконували кавер-версії відомих пісень і власні оригінальні пісні. Після цього список учасників скоротився до 9 виконавців, які взяли участь у фіналі, що відбувся 1 березня. На відміну від попередніх років, переможець німецького відбору обирався лише шляхом публічного голосування. Так, Abor & Tynna перемогли на відборі, набравши 34,9 % усіх голосів. Як реверанс своєму батькові, віолончелісту Віденської філармонії, виступ дуету містив знищення віолончелі.

### На Євробаченні
28 січня 2025 року відбулося жеребкування, яке визначило, у якому з півфіналів Євробачення змагатиметься кожна країна. Оскільки Німеччина є однією з країн «Великої П'ятірки», то виступає одразу у фіналі конкурсу, який відбудеться 17 травня 2025 року на арені Санкт-Якобсгалле в Базелі, Швейцарія, але також голосуватиме у другому півфіналі.

## Оцінка і критика
Під час німецького національного відбору декілька суддів, зокрема Стефан Рааб, підкреслили «заразливість» пісні. На пресконференції, що відбулася після фіналу відбору, Рааб вказав на потенціал «Baller» як «вірусного» треку як на міжнародному, так і на національному рівнях.

## Чарти
5 березня 2025 року, незабаром після перемоги дуету на Chefsache ESC 2025, «Baller» досягла № 1 у рейтингу Top 50 Global від Spotify, що містить 50 найбільш поширених і нових пісень дня. Окрім цього, у перший тиждень випуску пісня також дебютувала на 13 місці в німецькому чарті синглів. Тим часом Bittersüß, альбом Abor & Tynna, у який увійшла і пісня «Baller», досяг 37 місця в німецькому чарті альбомів.

### Список чартів
| Чарт                              | Найвища позиція |
| --------------------------------- | --------------- |
| German Top 40                     | 13              |
| Latvia Airplay (TopHit)           | 27              |
| Europe Official Top 100           | 28              |
| 🌎 World Singles Official Top 100 | 42              |
| Lithuania (AGATA)                 | 46              |
| 🌎 Airplay World Official Top 100 | 47              |
| Lithuania Airplay (TopHit)        | 99              |